# Ralf Rangnick
Ralf Rangnick, né le 29 juin 1958 à Backnang, est un ancien footballeur allemand reconverti entraîneur. Il est l'actuel sélectionneur national de l'équipe d'Autriche.
Après une carrière de footballeur amateur au poste de milieu de terrain, il a entraîné plusieurs clubs de football professionnels allemands, notamment le VfB Stuttgart, Hanovre 96, Schalke 04, le TSG Hoffenheim ou encore le RB Leipzig et le club anglais de Manchester United.

## Biographie

### Joueur
À la fin des années 1970, Ralf Rangnick étudie l’anglais et l’éducation physique à l’Université de Stuttgart lorsqu’il déménage en Angleterre pendant un an dans le cadre d’un programme d’échange avec l’Université du Sussex. Arrivé en Grande Bretagne, il postule pour intégrer le club de Brighton en première division, mais ne peut l'espérer en l'absence de permis de travail. Il finit par jouer pour le Southwick FC, l’équipe de la Sussex County League (quatrième division). Dès son deuxième match, il se casse trois côtes et se perfore un poumon. Alors âgé de 21 ans, Rangnick dispute onze matches avec le SFC.

### Entraîneur

#### Schalke 04
Après avoir fait monter le TSG Hoffenheim de la troisième division à la Bundesliga, il est choisi le 17 mars 2011 pour succéder à Felix Magath à la tête de l'équipe de Schalke 04. Il débarque en terrain connu, ayant déjà entraîné cette équipe en 2004-2005.
Le 5 avril 2011, Schalke 04, pour le premier match de ligue des champions de Rangnick à la tête des Königsblauen, écrase 5-2 l'Inter Milan, tenant du titre, dans son fief de San Siro en match aller du quart-de-finale, ce qui constitue une performance historique pour le club de la Ruhr.
Le 22 septembre 2011, il démissionne pour raisons de santé en raison d'un syndrome d'épuisement physique.

#### RB Leipzig
Le 9 juillet 2018, il quitte ses fonctions de directeur sportif pour être nommé entraîneur du RB Leipzig pour une durée d'un an, en remplacement de l'Autrichien Ralph Hasenhüttl, démissionnaire.

#### Lokomotiv Moscou
Après avoir été directeur sportif et entraîneur du RB Leipzig, puis superviseur pour les équipes Red Bull à New York et au Brésil, il s'engage en juillet 2021 au Lokomotiv Moscou en tant que responsable des sports et du développement, pour trois ans.

#### Manchester United
Le 29 novembre 2021, il rejoint Manchester United en tant qu'entraîneur intérimaire jusqu'à la fin de saison en remplacement d'Ole Gunnar Solskjær .  
Finalement il ne devient pas conseiller du club pour cause de sa nomination comme sélectionneur de l'équipe nationale d'Autriche.

#### Équipe nationale d'Autriche
Le 29 avril 2022, Ralf Rangnick est nommé nouveau sélectionneur de l'équipe nationale d'Autriche à la place de Franco Foda. Il signe un contrat de 2 ans et dispute son premier match avec l'Autriche le 3 juin en Croatie.
En juillet 2024, dans un contexte de montée des violences d’extrême droite en Autriche et en Allemagne et du FPÖ dans les sondages, il prend publiquement position contre l’extrême droite : « L’histoire de nos deux pays, l’Autriche et l’Allemagne, devrait nous servir de leçon. Je ne sais vraiment pas quoi dire à ceux qui n’ont toujours pas compris ce qui nous a régulièrement conduits à notre perte. » Sa prise de parole est très remarquée en Autriche, où les sportifs n’ont pas pour habitude d’exprimer publiquement des opinions politiques. 

## Style de jeu
Ralf Rangnick est un membre important du « clan des Souabes », ces entraîneurs issus du Bade-Wurtemberg, qui ont révolutionné l’approche du jeu en Allemagne. Il est un pionnier du gegenpressing (contre-pressing).
Lors de ses débuts d'entraîneur à Backnang à 25-26 ans, il échange plusieurs fois avec Helmut Gross. Les deux hommes échangent sur le système quasi-unique en Allemagne à ce moment-là : 3-5-2, avec un libéro, des latéraux courant d’un drapeau de corner à l’autre, deux milieux axiaux chargés du marquage individuel, un meneur de jeu et deux attaquants. Après avoir lui-même utilisé ce système, Ralf Rangnick s'inspire du Milan de Sacchi, du Kiev de Lobanovski. Après quelques années passées avec Helmut à Stuttgart, il essaie ce football avec Ulm, qui passe de troisième division à la Bundesliga entre 1997 et 1999. Son équipe est alors une des seules du pays à pratiquer un marquage en zone avec un pressing orienté vers le ballon.

## Statistiques détaillées

### En tant qu'entraîneur
| Saison                | Club                  | Division              | Matchs | Victoires | Nuls | Défaites | % Victoires |
| --------------------- | --------------------- | --------------------- | ------ | --------- | ---- | -------- | ----------- |
| 1995-1996             | SSV Reutlingen 05     | Regionalliga Sud      | 34     | 17        | 7    | 10       | 50          |
| 1996-1997             | SSV Reutlingen 05     | Regionalliga Sud      | 17     | 9         | 5    | 3        | 52,94       |
| Sous-total            | Sous-total            | Sous-total            | 51     | 26        | 12   | 13       | 50,98       |
| 1996-1997             | SSV Ulm 1846          | Regionalliga Sud      | 17     | 6         | 4    | 7        | 35,29       |
| 1997-1998             | SSV Ulm 1846          | Regionalliga Sud      | 36     | 19        | 7    | 10       | 52,77       |
| 1998-1999             | SSV Ulm 1846          | 2. Bundesliga         | 23     | 10        | 8    | 5        | 43,47       |
| Sous-total            | Sous-total            | Sous-total            | 76     | 35        | 19   | 22       | 46,05       |
| 1998-1999             | VfB Stuttgart         | Bundesliga            | 5      | 2         | 0    | 3        | 40          |
| 1999-2000             | VfB Stuttgart         | Bundesliga            | 38     | 17        | 6    | 15       | 44,73       |
| 2000-2001             | VfB Stuttgart         | Bundesliga            | 43     | 17        | 10   | 16       | 39,53       |
| Sous-total            | Sous-total            | Sous-total            | 86     | 36        | 16   | 34       | 41,86       |
| 2001-2002             | Hanovre 96            | 2. Bundesliga         | 37     | 24        | 9    | 4        | 64,86       |
| 2002-2003             | Hanovre 96            | Bundesliga            | 36     | 13        | 7    | 16       | 36,11       |
| 2003-2004             | Hanovre 96            | Bundesliga            | 25     | 7         | 6    | 12       | 28          |
| Sous-total            | Sous-total            | Sous-total            | 98     | 44        | 22   | 32       | 44,89       |
| 2004-2005             | Schalke 04            | Bundesliga            | 39     | 24        | 5    | 10       | 61,53       |
| 2005-2006             | Schalke 04            | Bundesliga            | 26     | 13        | 9    | 4        | 50          |
| Sous-total            | Sous-total            | Sous-total            | 65     | 37        | 14   | 14       | 56,92       |
| 2006-2007             | TSG Hoffenheim        | Regionalliga Sud      | 34     | 20        | 8    | 6        | 58,82       |
| 2007-2008             | TSG Hoffenheim        | 2. Bundesliga         | 38     | 20        | 9    | 9        | 52,63       |
| 2008-2009             | TSG Hoffenheim        | Bundesliga            | 36     | 16        | 10   | 10       | 44,44       |
| 2009-2010             | TSG Hoffenheim        | Bundesliga            | 38     | 14        | 9    | 15       | 36,84       |
| 2010-2011             | TSG Hoffenheim        | Bundesliga            | 20     | 9         | 7    | 4        | 45          |
| Sous-total            | Sous-total            | Sous-total            | 166    | 79        | 43   | 44       | 47,59       |
| 2010-2011             | Schalke 04            | Bundesliga            | 12     | 5         | 1    | 6        | 41,66       |
| 2011-2012             | Schalke 04            | Bundesliga            | 11     | 6         | 1    | 4        | 54,54       |
| Sous-total            | Sous-total            | Sous-total            | 23     | 11        | 2    | 10       | 47,82       |
| 2015-2016             | RB Leipzig            | Bundesliga            | 36     | 21        | 7    | 8        | 58,33       |
| Sous-total            | Sous-total            | Sous-total            | 36     | 21        | 7    | 8        | 58,33       |
| 2018-2019             | RB Leipzig            | Bundesliga            | 52     | 29        | 13   | 10       | 55,76       |
| Sous-total            | Sous-total            | Sous-total            | 52     | 29        | 13   | 10       | 55,76       |
| 2021-2022             | Manchester United     | Premier League        | 27     | 10        | 9    | 8        | 37,03       |
| Sous-total            | Sous-total            | Sous-total            | 27     | 10        | 9    | 8        | 37,03       |
| 2022                  | Autriche              | Autriche              | 0      | 0         | 0    | 0        | 37,03       |
| Sous-total            | Sous-total            | Sous-total            | 0      | 0         | 0    | 0        | 37,03       |
| Total sur la carrière | Total sur la carrière | Total sur la carrière | 680    | 328       | 159  | 193      | 48,23       |

## Palmarès
| SSV Ulm (1)                              | VfB Stuttgart (1)                        | Hanovre 96 (1)                        | Schalke 04 (3) |
| ---------------------------------------- | ---------------------------------------- | ------------------------------------- | --- |
| - Regionalliga Sud (1) - Champion : 1998 | - Coupe Intertoto (1) - Vainqueur : 2000 | - 2. Bundesliga (1) - Champion : 2002 | - Coupe d'Allemagne (1) - Vainqueur : 2011 - Coupe de la Ligue (1) - Vainqueur : 2006 - Supercoupe d'Allemagne (1) - Vainqueur : 2011 |